# ジェイマ・メイズ
ジェイマ・メイズ （Jayma Mays, 本名: Jayma Suzette Mays, 1979年7月16日 - ）は、アメリカ合衆国バージニア州出身の女優である。『glee/グリー』のエマ・ピルズベリー役ほか、『HEROES』、『アグリー・ベティ』などへの出演で知られる。

## 略歴

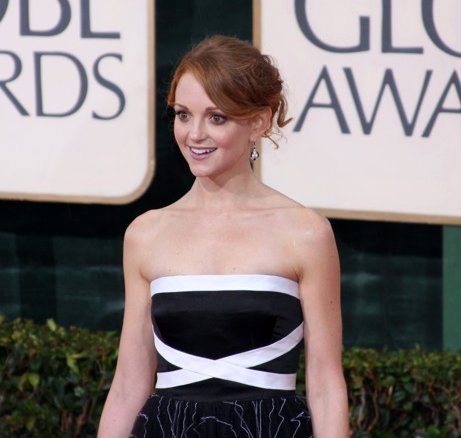
第67回ゴールデングローブ賞授賞式（『glee/グリー』）でのジェイマ・メイズ（2010年）

### 生い立ち
テネシー州ブリストルにて高校教師および炭鉱業労働者の父ジェイムズ・エドウィン・メイズと母スーザン・ポーレット(旧姓ノリス)のもとに生まれ、ヴァージニア州グランディで育った。15歳の時、地元ラジオ局で死亡記事を読む仕事を得た。グランディ高等学校卒業後、サウスウエスト・ヴァージニア・コミュニティ・カレッジで準学士を取得し、バージニア工科大学で1年学んだ後、バージニア州のラドフォード大学に編入して演技を学んだ。

### キャリア
2004年にテレビドラマ『ジョーイ』にデビュー。以後、テレビシリーズに多く出演している。『HEROES』ではマシ・オカ演じる日本人ヒロ・ナカムラと親しい仲のウエイトレス役チャーリー・アンドリュースとして3話に、『アグリー・ベティ』ではアメリカ・フェレーラ演じる主人公ベティが思いを寄せるヘンリーの恋人役として6話に出演。2009年より高校を舞台にした『glee/グリー』に準レギュラーとして出演している。

### 私生活
2007年に『鉄板英雄伝説』で共演した俳優のアダム・キャンベルと結婚している 。2016年に第1子男児を出産。

## 主な出演作品

### テレビシリーズ
| 放映年    | 邦題 原題                                               | 役名                       | 備考                         |
| --------- | ------------------------------------------------------- | -------------------------- | ---------------------------- |
| 2004      | ジョーイ Joey                                           | モリー                     | 1エピソード                  |
| 2005      | シックス・フィート・アンダー Six Feet Under             | ドナ                       | 1エピソード                  |
| 2005      | ザ・カムバック The Comeback                             | 店員                       | 1エピソード                  |
| 2005-2006 | アントラージュ★オレたちのハリウッド Entourage           | ジェニファー               | 2エピソード                  |
| 2006      | Dr.HOUSE House                                          | ハンナ                     | シーズン2(第18話)            |
| 2005,2013 | ママと恋に落ちるまで How I Met Your Mother              | Coat Check Girl            | 2エピソード                  |
| 2006-2009 | HEROES Heroes                                           | チャーリー・アンドリュース | 5エピソード                  |
| 2007      | ゴースト 〜天国からのささやき Ghost Whisperer           | ジェニファー・ビリングス   | 1エピソード                  |
| 2007      | プッシング・デイジー 恋するパイメーカー Pushing Daisies | エルサ                     | 1エピソード                  |
| 2007-2008 | アグリー・ベティ Ugly Betty                             | チャーリー                 | 8エピソード                  |
| 2009-2015 | glee/グリー glee                                        | エマ・ピルズベリー         | 61エピソード                 |
| 2018      | グレート・ニュース Great News                           | キャット                   | 1エピソード （シーズン2-10） |

### 映画
| 公開年 | 邦題 原題                                                                          | 役名                   | 備考       |
| ------ | ---------------------------------------------------------------------------------- | ---------------------- | ---------- |
| 2005   | パニック・フライト Red Eye                                                         | シンシア               |            |
| 2006   | 父親たちの星条旗 Flags of Our Fathers                                              | ハワイの看護婦         |            |
| 2007   | 鉄板英雄伝説 Epic Movie                                                            | ルーシー               |            |
| 2008   | ブルース&ロイドのボクらもゲットスマート Get Smart's Bruce and Lloyd Out of Control | ニーナ                 | ビデオ映画 |
| 2009   | モール★コップ Paul Blart: Mall Cop                                                 | エイミー               |            |
| 2011   | スマーフ The Smurfs                                                                | グレース・ウィンスロー |            |
| 2013   | スマーフ2 アイドル救出大作戦! The Smurfs 2                                         | グレース・ウィンスロー |            |
| 2017   | バリー・シール/アメリカをはめた男 American Made                                    | デイナ・シボタ         |            |
| 2020   | ビルとテッドの時空旅行 音楽で世界を救え! Bill & Ted Face the Music                 | プリンセス・ジョアンナ |            |
| 2022   | 魔法にかけられて2 Disenchanted                                                     | ルビー                 |            |

## 参照
1. 1 2  Tennis, Joe (2009年3月2日). “Living A Hollywood Dream”.   Bristol Herald Courier, A! Magazine for the Arts. 2010年10月27日閲覧。
2. ↑  Mays' family genealogy site, accessed August 19, 2014.
3. ↑  Tennis, Joe (2009年2月15日). “Living a Hollywood Dream”.  Bristol Herald Courier. 2011年7月23日閲覧。
4. ↑   Department of Theatre and Cinema: Alumni 2011年7月23日閲覧。
5. ↑  2007, She (2010年2月1日). “Glee Forums”. 2011年1月1日閲覧。
6. ↑  “「Glee」エマ先生役に男児誕生！”. シネマトゥデイ. (2016年11月11日) 2016年11月11日閲覧。